# نهائي بطولة الأندية العربية لأبطال الدوري 2000
نهائي بطولة الأندية العربية لأبطال الدوري 2000 هي المباراة النهائية للنسخة السادسة عشر من بطولة كأس العرب للأندية الأبطال وفاز وتوج بها الصفاقسي التونسي CSS على نادي الجيش السوري .

## الفرق
| الفريق       | الإتحاد المحلي                   | الإتحاد القاري              | المنطقة      | وصول سابق (الخط الغليظ يشير إلى بطل تلك النسخة) |
| ------------ | -------------------------------- | --------------------------- | ------------ | ----------------------------------------------- |
| الصفاقسي CSS | الجامعة التونسية لكرة القدم      | الاتحاد الأفريقي لكرة القدم | شمال أفريقيا | 0                                               |
| الجيش        | الاتحاد العربي السوري لكرة القدم | الاتحاد الآسيوي لكرة القدم  | غرب آسيا     | 1 (1999)                                        |

## المباراة
| الصفاقسي     | 2–1     | الجيش        |
| ------------ | ------- | ------------ |
| الشوط الثاني | (تقرير) | الشوط الثاني |